# Donald Farley
Donald Farley (* 4. Juni 1970 in Montreal; † 19. November 2016 in Sainte-Agathe-des-Monts) war ein kanadischer Skilangläufer. 

## Werdegang
Farley startete im Dezember 1991 in Silver Star erstmals im Skilanglauf-Weltcup und belegte dabei den 49. Platz über 10 km klassisch und den 59. Rang in der Verfolgung. In der Saison 1992/93 holte er bei den nordischen Skiweltmeisterschaften 1993 in Falun mit dem 29. Platz über 10 km klassisch seine ersten Weltcuppunkte. Zudem kam er dort auf den 47. Platz in der Verfolgung, auf den 38. Rang über 30 km klassisch und auf den 14. Platz mit der Staffel. Seine besten Platzierungen bei den nordischen Skiweltmeisterschaften 1995 in Thunder Bay waren der 32. Platz über 30 km klassisch und der zehnte Rang mit der Staffel. In der Saison 1995/96 erreichte er mit dem 77. Platz im Gesamtweltcup sein bestes Gesamtergebnis. Bei den nordischen Skiweltmeisterschaften 1997 in Trondheim lief er auf den 51. Platz über 50 km klassisch, auf den 40. Rang über 10 km klassisch und auf den 37. Platz über 30 km Freistil. Zudem errang er dort zusammen mit Robin McKeever, Chris Blanchard und Guido Visser den zehnten Platz in der Staffel. Bei den Olympischen Winterspielen im folgenden Jahr in Nagano belegte er den 61. Platz über 30 km klassisch und den 18. Rang mit der Staffel und bei den nordischen Skiweltmeisterschaften 1999 in Ramsau am Dachstein den 46. Platz in der Verfolgung und den 27. Rang über 10 km klassisch. Im Januar 2001 erreichte er in Soldier Hollow mit dem 19. Platz über 15 km klassisch und den 16. Rang im Sprint seine besten Einzelplatzierungen im Weltcup. Bei den nordischen Skiweltmeisterschaften 2001 in Lahti kam er auf den 49. Platz im Sprint, auf den 37. Rang über 30 km klassisch und auf den 31. Platz über 15 km klassisch. Seinen letzten internationalen Rennen lief er bei den Olympischen Winterspielen 2002 in Salt Lake City. Dort war der 39. Platz über 50 km klassisch sein bestes Ergebnis.
Farley gewann bei kanadischen Meisterschaften 23-mal Gold, zehnmal Silber und zweimal Bronze. Zudem holte er 15 Siege im Continental Cup.

## Siege bei Continental-Cup-Rennen
| Nr. | Datum             | Ort                         | Disziplin       | Serie           |
| --- | ----------------- | --------------------------- | --------------- | --------------- |
| 1.  | 25. März 1995     | Vernon                      | 10 km klassisch | Continental-Cup |
| 2.  | 26. März 1995     | Vernon                      | 15 km Freistil  | Continental-Cup |
| 3.  | 28. Dezember 1995 | Val Cartier                 | 10 km klassisch | Continental-Cup |
| 4.  | 31. Dezember 1995 | Val Cartier                 | 10 km klassisch | Continental-Cup |
| 5.  | 24. März 1996     | Canmore                     | 50 km klassisch | Continental-Cup |
| 6.  | 1. Februar 1997   | Canmore                     | 30 km Freistil  | Continental-Cup |
| 7.  | 2. Februar 1997   | Canmore                     | 10 km klassisch | Continental-Cup |
| 8.  | 29. November 1998 | Vernon                      | 15 km Freistil  | Continental-Cup |
| 9.  | 11. Dezember 1998 | Canmore                     | 10 km klassisch | Continental-Cup |
| 10. | 7. Januar 1999    | Québec                      | 15 km Freistil  | Continental-Cup |
| 11. | 9. Januar 1999    | Québec                      | 10 km klassisch | Continental-Cup |
| 12. | 31. Januar 1999   | Lake Placid                 | 15 km klassisch | Continental-Cup |
| 13. | 24. November 1999 | Vernon                      | 15 km klassisch | Continental-Cup |
| 14. | 10. Januar 2000   | Wasatch Mountain State Park | 15 km klassisch | Continental-Cup |
| 15. | 22. November 2001 | Silver Star                 | 10 km klassisch | Continental-Cup |

## Teilnahmen an Weltmeisterschaften und Olympischen Winterspielen

### Olympische Spiele
- 1998 Nagano: 18. Platz Staffel, 61. Platz 30 km klassisch
- 2002 Salt Lake City: 39. Platz 50 km klassisch, 43. Platz Sprint Freistil, 45. Platz 30 km Freistil Massenstart, 46. Platz 15 km klassisch

### Nordische Skiweltmeisterschaften
- 1993 Falun: 14. Platz Staffel, 29. Platz 10 km klassisch, 38. Platz 30 km klassisch, 47. Platz 15 km Verfolgung
- 1995 Thunder Bay: 10. Platz Staffel, 32. Platz 30 km klassisch, 36. Platz 50 km Freistil, 55. Platz 10 km klassisch
- 1997 Trondheim: 10. Platz Staffel, 37. Platz 30 km Freistil, 40. Platz 10 km klassisch, 51. Platz 50 km klassisch
- 1999 Ramsau am Dachstein: 27. Platz 10 km klassisch, 46. Platz 15 km Verfolgung
- 2001 Lahti: 31. Platz 15 km klassisch, 37. Platz 30 km klassisch, 49. Platz Sprint Freistil